# 波莫里亚内

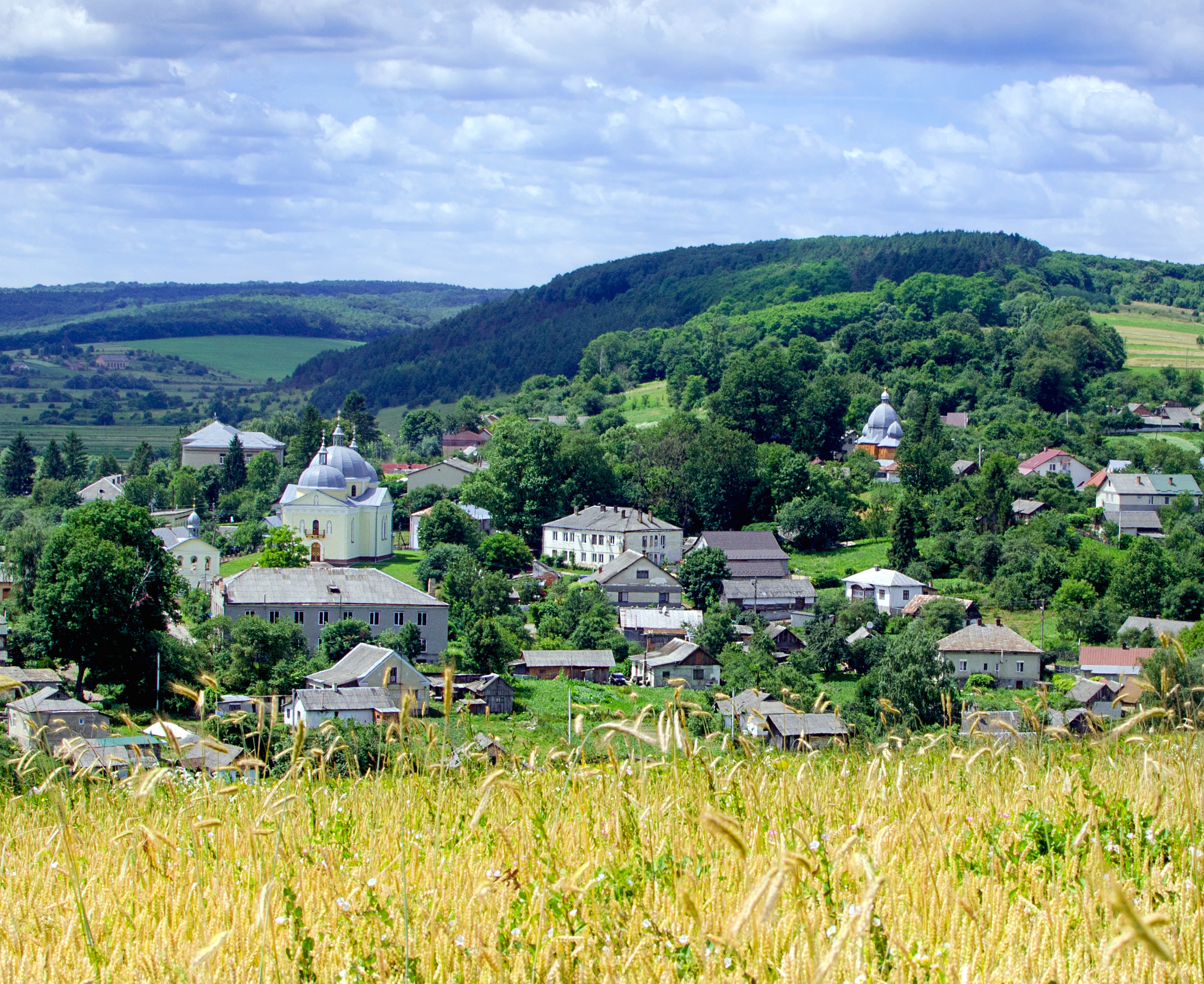
从东边眺望波莫里亚内

波莫里亚内（羅馬化：Pomoriany）是烏克蘭西部利沃夫州佐洛奇夫區波莫里亚内市镇里的鎮及其行政中心，距離州府利沃夫95公里，面積4.18平方公里，2011年人口1,370人，人口密度每平方公里327.75人。